# Distrito de Kolar
Kolar (en canarés: ಕೋಲಾರ ಜಿಲ್ಲೆ) es un distrito de India, en el estado de Karnataka. Su centro administrativo es la ciudad de Kolar. Comprende una superficie de 3.969 km².

## Demografía
Según censo 2011 contaba con una población total de 1.540.231 habitantes.